# Іонізуюче випромінювання

Знак радіаційної небезпеки

Іонізу́юче (йонізівне) випромі́нювання, або іонізу́юча (йонізівна) радіа́ція, — потоки електромагнітних хвиль або частинок речовини, що здатні при взаємодії з речовиною утворювати в ній іони. До іонізуючого випромінення відносять альфа-, бета-,  гамма-промені, рентгенівське випромінювання, а також інші високоенергетичні заряджені частинки на кшталт протонів та іонів, отриманих у прискорювачах. При проходженні через речовину нейтрони не іонізують її атомів, однак іонізація відбувається внаслідок вторинних процесів при поглинанні нейтронів ядрами, вибиванні протонів або при розпаді нейтронів на протон та електрон чи на антипротон та позитрон.
Іонізуюче випромінювання надходить із радіоактивних матеріалів, рентгенівських трубок, прискорювачів частинок і присутнє у навколишньому середовищі. Це проміння невидиме, і його неможливо безпосередньо виявити за допомогою людських відчуттів, тому використовуються такі інструменти як лічильник Гейгера, іонізаційний детектор. У деяких випадках іонізуюче випромінювання може призвести до вторинної емісії видимого світла при взаємодії з речовиною.
Іонізуюче випромінювання має багато практичних застосувань у медицині, наукових дослідженнях, будівництві та інших галузях, проте є небезпечною для здоров'я при неправильному використанні. Вплив радіації призводить до пошкодження живих тканин, внаслідок яких бувають опіки, променева хвороба, смерть при високих дозах і рак, пухлини та генетичні мутації при низьких дозах.
В Україні діяльність стосовно захисту людини від впливу іонізуючого випромінювання регламентується Законом «Про захист людини від впливу іонізуючого випромінювання», який був прийнятий Верховною Радою України в другому читанні та в цілому 23 серпня 2023 року.

## Типи іонізуючого випромінювання

### Альфа-промені
Альфа-промені — потік альфа-частинок, тобто ядер гелію-4. Утворюються при альфа-розпаді та потрійному розпаді. Альфа-промені є, зазвичай, найбільш активно іонізуючими частинками, що утворюються при радіоактивному розпаді, а через це і найбільш небезпечними при потраплянні їх джерела у організм. Завдяки високій масі і заряду +2 одна альфа-частинка з енергією 3 МеВ може іонізувати 100 тисяч атомів газу або до мільйона атомів у кристалі. З іншого боку — альфа-випромінювання є найменш проникним. Щоб зупинити його, достатньо листа паперу, або кількох сантиметрів повітря. У біологічних тканинах пробіг альфа-частинок становить лише десятки мікрометрів, тому джерела альфа-випромінювання є справді небезпечними лише якщо їх вдихнути або проковтнути — шар ороговілих клітин на поверхні шкіри практично повністю затримує альфа-частинки. При потраплянні ж у організм джерела альфа-випромінювання є надзвичайно небезпечними — наприклад, радій може заміщувати кальцій у кістках, завдяки чому він може залишатися в організмі на довгий термін і опромінювати кістковий мозок великими дозами альфа-радіації.
Окрім ядер гелію-4 схожі властивості мають потоки протонів, дейтронів та інших ядер, а також їхні античастинки.

### Бета-промені
Бета-промені — потік електронів або позитронів, що виникає при бета-розпаді ядер. На відміну від альфа-частинок, бета-частинки з конкретного джерела не мають типової енергії, а натомість можуть мати будь-яку енергію у широкому спектрі від нуля до деякої максимальної енергії, характерної для цього нукліда. Ця максимальна енергія варіюється від 18,59 КеВ для тритію до кількох Мев для вісмуту-214 і фосфору-32. Високоенергетична бета-частинка може іонізувати стільки ж атомів, скільки і альфа-частинка такої енергії, проте зазвичай енергії бета-частинок значно нижчі, тому і їх небезпека нижча. Крім того, концентрація іонізованих частинок є значно нижчою, оскільки проникна здатність бета-променів є значно більшою, ніж в альфа-частинок: пробіг електрона з енергією 1.1 МеВ становить майже 4 м у повітрі. близько 5 мм у тілі і близько 0.5 мм у свинці. Довжина пробігу залежить від енергії. Існує емпіричне правило для визначення пробігу бета-частинок у речовині: довжина пробігу у сантиметрах дорівнює половині енергії частинки (у МеВ) поділеної на густину середовища (у г/см³). Через більшу проникну здатність джерела бета-променів призводять до опіків при потраплянні на шкіру, проте затримуються одягом. При потраплянні всередину організму, як і альфа-випромінювачі, вони стають значно більш небезпечними.
Вибиті при іонізації електрони можуть мати достатньо високу енергію, щоб своєю чергою іонізувати нові атоми. Така іонізація називається вторинною. Потоки вторинних електронів називають дельта-променями.

### Гамма-промені
Гамма-променями називають фотони високої енергії, що утворюються при радіоактивному розпаді. Після більшості радіоактивних розпадів утворене ядро перебуває в збудженому стані. За дуже короткий період часу воно переходить в основний стан, випромінюючи високоенергетичний фотон. Гамма-промені мають довжину хвилі меншу за 1 Å. Енергія таких фотонів — більша за 100 КеВ. Менш енергетичне рентгенівське випромінювання, а також жорсткий ультрафіолет також належить до іонізуючого. М'який ультрафіолет і видиме світло не належать до іонізуючого випромінювання. Енергія іонізації більшості елементів, складає одиниці або десятки електрон-вольт (найменшу енергію іонізації серед елементів має цезій, 3.89 еВ).
Фотони є електрично нейтральними, проте все одно можуть взаємодіяти з електронами (оскільки самі по собі є носіями електромагнітної взаємодії). Втім, інтенсивність цієї взаємодії є нижчою ніж у бета-випромінювання. Гамма-промені можуть проходити сотні метрів у повітрі і десятки сантиметрів у металах. Гамма-промені не мають типової довжини пробігу, а натомість основною характеристикою їх розповсюдження є «товщина напівпоглинання» — тобто, шар речовини, під час проходження через який інтенсивність випромінювання зменшується вдвічі. Для фотонів з енергією 662 КеВ такий ефект дає 6 мм свинцю, 16 мм сталі або 13 см води. Це означає, що потрібна свинцева плита завтовшки 6 см, для того, щоб зменшити потік гамма-променів в 1000(210) разів.
Через такі особливості взаємодії з речовиною, гамма-джерела опромінюють все тіло, а не якусь його частину, якщо знаходяться неподалік від людини.
Порівняно з α- і β-променями, гамма-випромінювання має нижчу інтенсивність іонізації.

### Нейтронне випромінювання
На відміну від альфа-, бета- і гамма-променів, нейтрони не взаємодіють з електронами безпосередньо, проте швидкі нейтрони можуть взаємодіяти з протонами, якщо речовина містить у складі водень. Протонне випромінювання є зарядженим, а тому може іонізувати атоми. Повільні нейтрони можуть зливатися з ядрами, після чого ті можуть стати радіоактивними і розпадатися з вивільненням альфа-, бета- і гамма-частинок.
Так само як і фотони, нейтрони неможливо повністю екранізувати, і їх інтенсивність зменшується за експоненційним законом.
Нейтрони утворюються у деяких типах атомних реакцій, наприклад, при опроміненні берилію-9 альфа-частинками або поділі урану-235.

## Механізми іонізації
Для альфа- і бета-променів основним механізмом іонізації є ударна іонізація — частинка «налітає» на атом, вибиваючи з нього електрон завдяки електромагнітній взаємодії. Енергія при цьому перерозподіляється між налітаючою частинкою і вибитим електроном.
Фотон має більше різноманітних способів взаємодії з атомом. В залежності від енергії, можуть спостерігатися наступні процеси (у порядку зростання енергії):
- Фотоефект — поглинання фотона електроном, що дає йому достатньо енергії для того, щоб покинути атом
- Комптонівське розсіювання — розсіювання фотона на електроні
- Народження пар електронів і позитронів при взаємодії фотона з кулонівським полем ядер або електронів